# Quentin Goodin
Quentin Goodin (Campbellsville, 3 september 1993) is een Amerikaans basketballer.

## Carrière
Goodin speelde collegebasketbal voor de Xavier Musketeers van 2016 tot 2020. Hij tekende in 2021 een contract bij de Duitse tweedeklasser Bayer Giants Leverkusen. Voor het seizoen 2022/23 tekende hij bij de Antwerp Giants maar werd er al begin november samen met Maurice Watson doorgestuurd. Hij tekende daarop bij de Finse eersteklasser Salon Vilpas waar hij een seizoen speelde.